# 河池胡椒
河池胡椒（学名：Piper hochiense）是胡椒科胡椒属的植物，是中国的特有植物。分布在中国大陆的广西等地，生长于海拔600米的地区，常生长在荫处峭壁上，目前尚未由人工引种栽培。